# Qiyamah
Qiyamah (arabiska: يوم القيامة, Yawm al-qiyāmah) är en muslimsk term som fritt översatt betyder återuppståndelsen eller domedagen. Betydelsen av denna aspekt inom islam är den balanserande. Med andra ord saknar allt som människan gör mening, om det inte finns en tidpunkt där människans handlingar blir bedömda. 
Domedagen är av stor betydelse för alla muslimer, eftersom den utgör svaret på den kanske viktigaste frågan för människorna, nämligen "vad händer efter döden?". Domedagen hänger starkt samman med de övriga aspekterna inom islam, då den utgör den slutliga milstolpen i människans roll som skapelse av Gud.
Enligt Koranens sura 75, Al-Qiyamah, kommer uppståndelsens dag "när ögat fördunklas och månen mörknar, när sol och måne slås samman till ett, och på den dagen skall människan spörja: Vart skall jag fly? Men förgäves, ty det finns ingen tillflyktsort."
Det väsentliga i Muhammeds föreställningar om livet efter detta går tillbaka till judiska och därmed indirekt till fornbabyloniska och persiska källor. I början trodde han att domedagen var nära förestående, men senare såg han sig nödsakad att alltmer skjuta upp den utsatta tidpunkten, som endast Allah hade kunskap om.
Domens början ska förkunnas genom ett väldigt dån, eller (enligt senare framställningar) genom en basunstöt eller en ängels rop. Genast börjar då jorden att bäva, bergen dallrar som en hägring eller svävar bort som moln och söndersmulas till stoft, havet stiger över sina bräddar, solen börjar vrida sig omkring sin axel, månen förmörkas och brister, stjärnorna störtar ned till jorden, himlen öppnar sig och avslöjar den tillkommande världen inför människornas ögon.
Enligt framställningen i de äldre uppenbarelserna går domen helt enkelt till så att den himmelska boken, i vilken alla människornas handlingar är upptecknade, slås upp och utslaget avkunnas. Varje människa erhåller en förteckning över sina handlingar och får själv läsa upp den. Får hon den i högra handen så är det tecken på att hon blir belönad, men var och en som får den stucken i sin vänstra hand kan räkna med fördömelse. De saliga ställer sig på Allahs högra sida, de fördömda på hans vänstra, och de frommaste erhåller sin plats allra närmast hans tron i tre grupper. Detta enkla förlopp utmålas i Muhammeds senare framställningar alltmer utförligt. Gud väger nu gärningarna på en våg. De fördömde försöker urskulda sig, men deras tids profeter vittnar mot dem. Omedelbart på domen följer belöningen eller straffet: paradiset (Jannah) eller helvetet (Jahannam).